# ماريو فرانك
ماريو فرانك (بالألمانية: Mario Frank)‏ هو كاتب ألماني، ولد في 31 مايو 1958 في روستوك في ألمانيا.